# Mine de Canari
La mine de Canari, carrière de Canari ou usine de Canari est une carrière à ciel ouvert d'amiante située au nord de la Corse dans le Cap Corse.
Principal gisement d'amiante de France, découvert en 1898, il a été exploité à son plein potentiel de 1949 à 1965 par une filiale d'Eternit. En 1965, date de sa fermeture, l'entreprise occupait 300 personnes.
Les installations devront être démolies à partir de l'automne 2025.

## Contexte de la création de la mine

### Généralités
L'amiante est connu depuis la plus haute antiquité pour ses propriétés ignifuges et son caractère étrange de roche fibrée apte à être filée et tissée.
Les Romains et les paléochrétiens l'utilisaient notamment pour renforcer les poteries allant au feu et aussi pour des « draps de crémation », qui permettaient de ne pas mélanger les cendres d'un haut personnage ou d'un supposé saint avec celles de son bûcher funéraire.
Cependant l'exploitation de l'amiante ne prend vraiment son essor qu'avec la première révolution industrielle, celle de la machine à vapeur.
L'amiante est utilisée pour les joints des tuyautages, les garnitures de tiges de pistons des moteurs techniques, l'isolation des chaudières. L'industrie navale employait massivement jadis le matériau pour tenter de combattre les risques d'incendie à bord des navires à vapeur, dont bon nombre avaient encore des coques en bois.
Il en résulta un véritable boom économique - comparable à celui de l'aluminium lors du développement de l'aviation - qui déclencha une frénésie spéculative et une fièvre de recherche « tous azimuts » des gisements d'amiante lors du Second Empire et de la IIIe République.
L'amiante était considéré comme un matériau stratégique et les industriels s'efforçaient de trouver des gisements en France pour ne pas dépendre de compagnies minières russes ou canadiennes qui monopolisaient le marché mondial. Après la découverte d'un gisement à Molines-en-Queyras dans les Alpes, les géologues vont venir prospecter en Corse, une « montagne dans la mer » qui est un prolongement de l'arc alpin.

### En Corse
Divers petits gisements sont bientôt exploités de façon artisanale en Corse, notamment dans le cap Corse, mais aussi au col de Prato, à Piedicroce, Matra et Sant'Andréa-di-Cotone. Toutefois, le plus prometteur est celui que découvre un certain Ange-Antoine Lombardi, forgeron et mineur de son état, à Canari, en 1898. 

### La mine de Canari
L'exploitation resta très artisanale à ses débuts - quelques dizaines de tonnes par an - mais un géologue prospecteur d'origine suisse, Henri Eggenberger, s'intéresse au gisement de Canari pour le compte de la puissante société Eternit, dont les capitaux sont détenus en grande majorité par de riches hommes d'affaires du Nord de la France. 
Vers la fin des années 1920, Eternit décide de construire une petite usine pilote - broyant 30 tonnes de roches par jour - avant d'envisager de passer au stade véritablement industriel. En effet, la société est pionnière d'un matériau « miracle », le fibrociment (ou amiante ciment) qui permet de réaliser par moulage, des plaques de toiture, des tuyaux pour canalisations d'égouts et bien d'autres éléments de construction standardisés de façon économique, rapide et simple, avec l'avantage d'un matériau résistant au feu.
À cette application nouvelle viennent s'ajouter celles des garnitures de freins et d'embrayage pour l'automobile, en plein essor. Toutefois cette exploitation à grande échelle par la SMA (Société minière de l'amiante), filiale d'Eternit, est retardée par la Seconde Guerre mondiale, durant laquelle la Corse est occupée par les troupes de Mussolini.

## Passage au stade industriel
La guerre n'empêche cependant pas Henri Eggenberger et les ingénieurs d'Eternit de tracer dès 1941 les plans de la future usine capable en principe de broyer et traiter 2000 tonnes de roches par jour, ce qui compte tenu du rendement de quelques pour cent du minerai, produit finalement 6 000 tonnes d'amiante de qualité moyenne par an plus des sous produits (fibrettes, talc, magnésie) commercialisables.
L'exploitation est calquée sur celle d'un gisement existant en Italie à Balangero, utilisant la gravité naturelle pour fonctionner: Les carrières d'amiante sont en haut de la montagne - on y accède par une route en zigzag au niveau du lieudit Punta bianca - ont la forme de gigantesques entonnoirs à ciel ouvert, dont les flancs sont taillés en gradins, comme un titanesque théâtre romain (cf photo en tête d'article), la largeur des gradins étant de plusieurs mètres pour pouvoir y faire circuler des pelles mécaniques et autres bulldozers.
La roche extraite à la dynamite est poussée vers le fond des entonnoirs où des galeries obliques communiquent avec un tunnel circulaire de trois kilomètres de circonférence où circule un chemin de fer - à voies d'écartement normal, contrairement aux chemins de fer de la Corse). Les wagons-benne à bascule tirés par un locotracteur diesel et chargés via un système de très robustes trappes en acier manœuvrées par des vérins pneumatiques très puissants situées au plafond du tunnel (deux entonnoirs, donc deux trappes de chargement). Une petite portion de la voie circulaire est à l'air libre, les wagons y déversent la roche brute dans un premier concasseur (très robuste structure en béton armé verticale). Les pierres issues de ce premier broyage sont stockées un certain temps pour sécher (un silo avec un élégant toit incurvé, aujourd'hui disparu, sera construit dans les années 1950 pour améliorer le séchage par temps pluvieux). De là les pierres descendent en cascade vers l'usine proprement dite où une série de traitements (broyage fin, passage dans un four rotatif, tri des fibres, etc.) permettra d'extraire et d'ensacher la fibre d'amiante. Le site de Canari est donc à la fois une mine à ciel ouvert et une usine produisant et conditionnant la fibre d'amiante. Les roches non utilisées (appelées les stériles) sont ensuite rejetées à la cote via deux "sauterelles", des plans inclinés à flanc de falaise dont le haut se situe au niveau le plus bas de l'usine (le long de la route de corniche reliant Canari à Saint Florent).
L'usine sera finalement construite à partir de 1946 en deux tranches (usine A et usine B) sous la supervision d'ingénieurs italiens venus de Balangero.
La construction en béton armé était due à la firme dirigée par un autre italien spécialiste de ce type de projet, le turinois Michele Oddon Bellezza.
L'exploitation de la partie carrière était une entité semi-autonome, sous la direction d'un carrier italien remarquablement efficace, M Cataldo, né à Siderno Marina en Calabre.
Les procédés industriels étaient très modernes pour l'époque, en complet contraste avec l'économie corse de l'immédiat après-guerre (agro-pastoralisme, tourisme encore embryonnaire) ce qui expliqua la difficulté à recruter de la main-d'œuvre qualifiée pour des tâches très diversifiées : mécanicien pour l'entretien du parc des machines, forgeron pour entretien des fleurets de marteaux-piqueurs, conducteur d'engins de chantier type "wagon-drill", de bande transporteuse de pierres dog-bill, conducteur de bulldozers et camions "dumpers", broyeurs, tables canadiennes pour la séparation de la fibre, gigantesque four rotatif sécheur, électricien pour réseau électrique triphasé à haute tension, machiniste pour locotracteurs, etc.).
Le petit village de Canari, jusque là déclinant, viendra basculer d'un coup dans l'univers de l'industrie lourde et en subira de plein fouet les inconvénients : horaires contraignants, pollution de l'air, travail éreintant et parfois dangereux, et bientôt des cas de mésothéliome pulmonaire, qui concerneront de façon aiguë les ouvriers affectés au traitement de la fibre et à son conditionnement en sacs, mais nettement moins que les mineurs, qui, eux, travaillent à ciel ouvert, encordés comme des alpinistes au flanc des gradins, avec des risques dus aux chutes de pierres et aux coups de dynamite mal maîtrisés.
L'implantation de la mine aura aussi ses avantages : développement économique de la région, implantation de commerces et de services (écoles, médecins), hausse de la population, des salaires bien plus élevés que pour les ouvriers agricoles, respect du droit du travail, application de la sécurité sociale et des pensions de retraite... (À cette époque, et partout en Corse, les propriétaires terriens recrutaient encore des journaliers agricoles dociles en se faisant accompagner par le curé, qui écartait soigneusement les "rouges" et les "fortes têtes", et se dispensaient la plupart du temps de verser les cotisations sociales).
La commune touchait un pourcentage sur la production (avec toutefois une certaine "triche" de la part de la direction de la SMA, qui motivera des contestations et des arbitrages), ainsi que la taxe professionnelle, et pourra disposer d'un bon budget pour diverses réalisations d'intérêt commun.
Parmi les premiers travailleurs de la mine, au lendemain de la 2e Guerre Mondiale, il y a aussi, pendant un an environ, de la main-d'œuvre gratuite: des prisonniers allemands, qui seront progressivement remplacés par de la main-d'œuvre locale ou immigrée.
Les mesures d'hygiène et de sécurité sont nettement à la traîne : il n'y a pas de dépôt d'explosifs (dynamitière) conforme aux normes jusqu'au début des années 1950, et l'inspecteur du services des Mines doit demander pour obtenir le concours de l'armée pour stocker les explosifs dans sa poudrière de Bastia, les treuils des monte-charges en plans inclinés (ou descenderie), utilisés pour transporter hommes et matériels dans cette usine, étagée à flanc de falaise n'ont pas de frein parachute de secours, mais le plus grave problème, qui ne sera jamais résolu, est la question cruciale de l'aération et du dépoussiérage de l'intérieur de l'usine.
Les ouvriers y travaillant, en particulier à l'ensachage des fibres, inhalent en permanence, des quantités énormes de poussières  de fibres d'amiante et développent en quelques années, voire quelques trimestres, des cancers de la plèvre spécifiques à l'amiante appelés mésothéliomes.
Le risque professionnel de l'amiante fut documenté au Canada depuis les années 1930, mais il était encore assez peu connu en France et la pression économique induira une omerta généralisée, toutefois la prise de conscience se fera peu à peu, au fil des luttes sociales, qui obligeront aussi la direction à équiper l'usine de douches et d'un réfectoire et, c'est en partie face au coût d'une vraie mise aux normes avec des dépenses très importantes, que la mine fermera en 1965, alors que l'usine-sœur de Balangero en Italie, dont le minerai était plus riche en amiante, fut équipée d'installations de ventilation et ne fermera qu'en 1992.

## Viabilité économique
La teneur en fibres d'amiante commercialisables (entre 2 et 5%) semble avoir été quelque peu surestimée dans les rapports initiaux du géologue Eggenberger (qui effectuait des recherches avec un pendule!), l'ingénieur civil Théo Pierre Bès (qui dirigea l'exploitation, de la fin des années 1950 jusqu'à la fermeture en 1965) est nettement moins enthousiaste dans les rapports qu'il envoie au siège social nordiste d'Eternit.
De plus la richesse du minerai baisse régulièrement au fur et à mesure de l'exploitation, obligeant à concasser toujours plus de roches pour maintenir les chiffres-ciblés de production d'amiante et la qualité du produit fini est seulement moyenne.
Toutefois la direction d'Eternit tient absolument à maintenir la mine de Canari en exploitation (elle représente environ 10% de la consommation française) car le commerce mondial de l'amiante est en fait un oligopole où trois acteurs principaux (les consortiums canadiens, les mines de Rhodésie, et les exploitations minières d'Union Soviétique) se taillent la part du lion, et manipulent à leur guise les cours de cette matière première considérée comme irremplaçable. Avec la mine de Canari et 50% des parts de celle de Balangero, Eternit s'est dotée d'un "parapluie" ou d'un "filet de sécurité" pour ne pas être trop dépendante des fluctuations des cours mondiaux.
Pour maintenir les chiffres ciblés de production, les dirigeants de la SMA, (De Coster, Théo Pierre-Bès) préconisent divers investissements pour améliorer la productivité, mais ceux-ci ne sont que partiellement réalisés. Une autre mesure d'économie aurait pu être la construction d'un quai d'accostage pour les cargos à St Florent (entre la roche du Tignoso et l'embryon de jetée de la Marinuccia) permettant de diminuer le coût du transport d'une douzaine de centimes par tonne - le transport des sacs d'amiante se faisait avec de gros camions semi-remorques américains Kenworth, assez peu adaptés au réseau routier corse de l'époque - mais la chambre de commerce et d'Industrie de Bastia, peu désireuse de perdre les lucratifs droits d'accostage, freinera le projet, qui ne verra pas le jour avant la fermeture de la mine.
Saint-Florent se dotera seulement d'un port de plaisance moins profond au début des années 1970, sur l'embouchure de l'Aliso avec les inconvénients de l'envasement du port et de l'érosion des plages.
Finalement la rentabilité de la mine ira en décroissant avec l'usure du matériel, l'épuisement (relatif) du gisement et surtout les problèmes de remise aux normes d'hygiène et de sécurité imposées, sans oublier les nuisances environnementales pour l'industrie touristique alors en plein développement.

## Rejet des "stériles": une empreinte environnementale durable
Compte tenu du rendement moyen des minerais de Canari (autour de 3%), la production annuelle de 6 000 tonnes d'amiante supposait de broyer 200 000 tonnes de roches par an (chiffres doublés ensuite avec la réalisation de la 2e tranche de l'usine (Usine B) au milieu des années 1950 et donc de rejeter en mer plus de 180 000 tonnes de roches "stériles" et de terre superficielle (la "découverte" en jargon minier), via les deux "sauterelles", c'est-à-dire les toboggans plongeant vers la mer à partir d'un tunnel creusé (sans autorisation) sous la Route Nationale qui surplombe de 80 m le niveau de la mer.
Ne pouvant plus évacuer des quantités importantes de stériles, l'exploitation de la mine devait être stoppée faute de pouvoir évacuer ses propres déchets.
Sur la vingtaine d'années d'exploitation, c'est donc près de 4 millions de tonnes de terre et de déblais qui seront ainsi rejetés à la mer, ce qui ne sera pas sans conséquences pour l'environnement.
Les roches rejetées étaient principalement des schistes et des ophiolites comme la pierre de serpentine, noire et verte, mais aussi des boues et des rebuts d'amiante non commercialisables.
La flore et la faune marines ne semblent pas trop avoir souffert, la thèse d'un jeune plongeur et biologiste, Alain Souquet, sous la supervision et la signature du professeur Roger Molinier, intitulée Étude des biocénoses du Cap Corse, qui bénéficia du support technique du CESM de Saint Florent, alors école de plongée scientifique pionnière et réputée, installée dans la Citadelle de St Florent, dressa le bilan d'une faune marine en bonne santé et d'une flore perturbée uniquement sur la zone immédiate des rejets, au nord de la Punta Bianca.
Par contre le simple volume des rejets modifie nettement l'environnement physique: la "marine" (crique utilisable comme port naturel de beau temps) d'Albo, au sud de la Punta Bianca, est la première touchée, le comblement de la baie empêche la mise à l'eau des barques de petite pêche et même si la SMA finance (en la camouflant astucieusement dans ses comptes) la construction d' une rampe de mise à l'eau devant la tour génoise d'Albo, cette mesure d'apaisement sera vite annulée: la rampe de mise à l'eau sera vite rendue inutilisable par l'amas des pierres que le ressac et les courants marins feront inexorablement progresser vers le sud.
L'étape suivante est le comblement de la marine de Nonza, où se crée une immense plage anthropique (créée par l'homme) de galets de serpentine et de schistes verts et noirs, décalant le trait de côte de plus de 300 mètres et rendant obsolètes les antiques "magazzini", greniers où les cap-corsins entreposaient les céréales cultivées dans les Agriates et transportées en fin d'été vers Nonza à bord de gabares. Ces magazzini subsistent à l'état de ruines pathétiques au pied du village perché à flanc de falaises de Nonza, un des panoramas touristiques les plus réputés de la Corse.

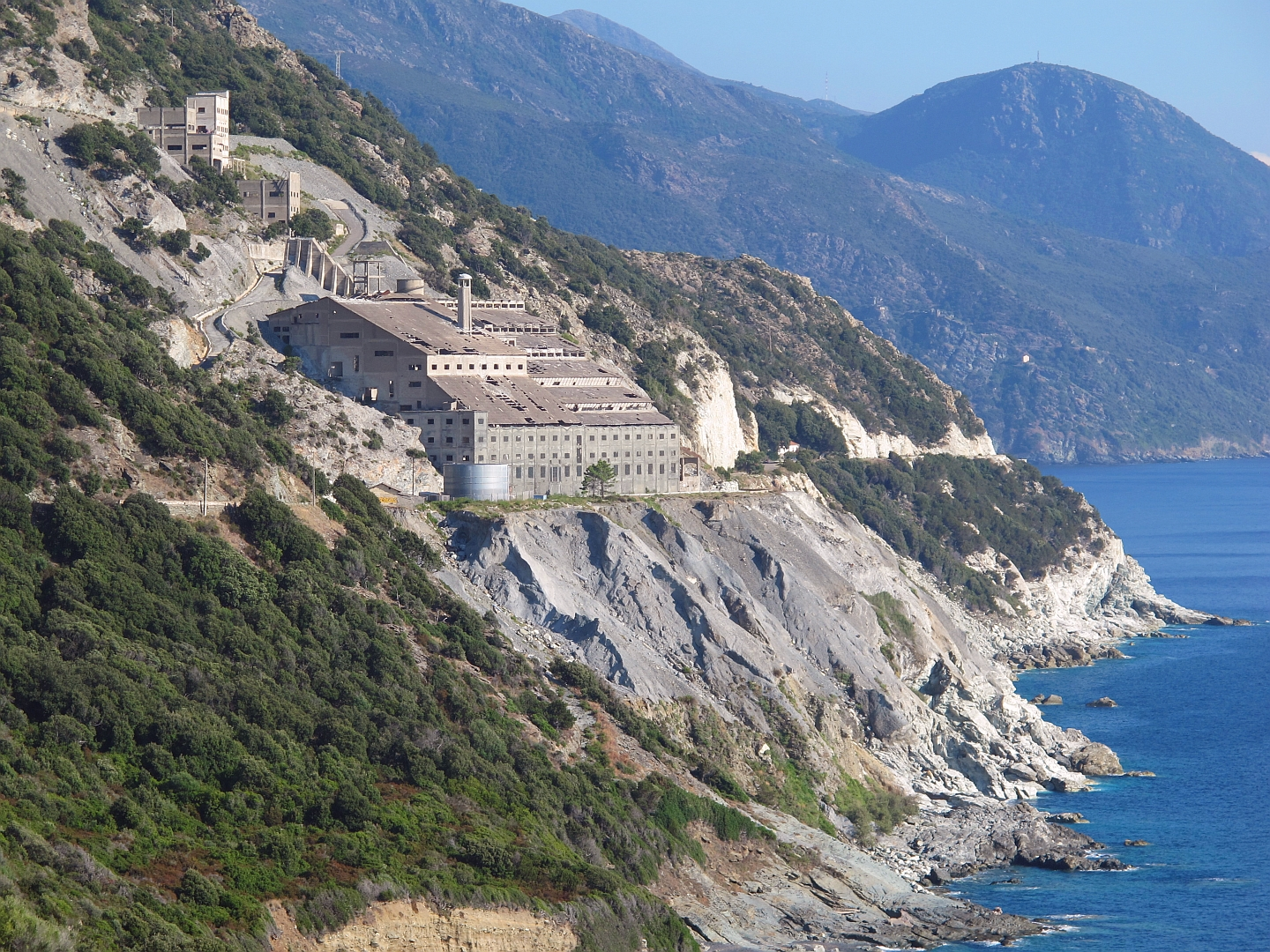
L'usine en 2019. Les traces des rejets à la mer sont encore bien visibles sur la falaise.

La plage en elle-même, accessible par un interminable et abrupt escalier menant à la chapelle-source "miraculeuse" de Sainte Julie, n'a rien d'un atout véritablement touristique: elle forme un talus de galets assez abrupt où les vagues se brisent avec une rare brutalité les jours de gros vent d'ouest (dit Libeccio en corse), elle est parfaitement impropre à la pratique du surf  - les vagues s'y cassent brutalement sans "dérouler" - et le furieux ressac y a provoqué son lot de noyades par temps de forte houle, le baigneur imprudent étant proprement assommé contre le fond de galets (qui produit un curieux son sous-marin presque métallique).
L'accostage des bateaux n'y est possible que par vent quasi nul et temps "de demoiselle", la pente du talus sous-marin et la nature du fond rendent très hasardeuse la tenue de n'importe quel type d'ancre, quelle que soit la longueur de chaîne utilisée.
Elle fait par contre le bonheur des amateurs de Land-Art : visible depuis la route de corniche, elle est comme un immense tableau noir où les "artistes du dimanche" collectent les rares galets blancs et s'en servent pour y "écrire" et y "dessiner" d'éphémères installations d'un goût artistique plus ou moins sûr allant de superbes motifs décoratifs à des mots d'amour ou des inscriptions triviales voire injurieuses... que les grosses déferlantes de l'hiver effaceront inexorablement. Sanction officielle: une installation artistique nocturne (utilisant des structures métalliques couvertes d'éclairages électriques et alimentées par de puissants groupes électrogènes) intitulée Les Arts/Lézards au soleil y a fonctionné le temps d'un été, à la fin des années 1980. Son inauguration (jugée coûteuse) par le ministre de la culture Jack Lang, qui se transporta sur place lors d'un onéreux vol en hélicoptère suscita une brève polémique.
En 1963 - 1964, les rejets s'étendaient toujours plus au sud, menaçant les baies de Negro et de Saint Florent, à tel point que le ministre de la culture de l'époque André Malraux, entre autres, en fut ému. La construction de digues au niveau de la punta Bianca fut envisagée mais le coût était prohibitif et la SMA était de moins en moins rentable, la mine fermera finalement en 1965.

### Source
- Guy Meria, L'Aventure industrielle de l'amiante en Corse[9]